# Melissa Mathison
Melissa Marie Mathison (Los Angeles, 3 juni 1950 – aldaar, 4 november 2015) was een Amerikaanse scenarioschrijfster. Ze is de tweede vrouw van Harrison Ford, met wie ze twee kinderen heeft.
Ze schreef onder meer het scenario voor E.T. the Extra-Terrestrial van filmregisseur Steven Spielberg uit 1982, waarvoor ze genomineerd werd voor Oscar en een Saturn Award ontving. Ze schreef verder het draaiboek voor de film Kundun van Martin Scorsese uit 1997 over de jonge veertiende dalai lama Tenzin Gyatso. Voor het scenario van deze film ontving ze de Light of Truth Award van de International Campaign for Tibet.
Andere draaiboeken van haar hand waren The Black Stallion uit 1979 en The Indian in the Cupboard uit 1995.
Als boeddhiste werd ze geïnterviewd voor de documentaire Refuge van filmregisseur John Halpern uit 2006.
In 2016 komt 'The BFG' van Steven Spielberg in de zalen, naar het boek van Roald Dahl. Het is de laatste film waarvan Melissa Mathison het script schreef. 